# Xung đột Công ty Đông Ấn Hà Lan với Đàng Trong
Xung đột Công ty Đông Ấn Hà Lan với Đàng Trong là cuộc xung đột giữa xứ Đàng Trong do các chúa Nguyễn cai trị thời chúa Nguyễn Phúc Lan với Công ty Đông Ấn Hà Lan (tiếng Hà Lan: Vereenigde Oost-Indische Compagnie, viết tắt là VOC) từ năm 1637 cho tới năm 1643.

## Bối cảnh xung đột

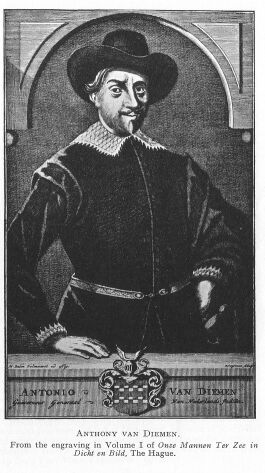
Antonio van Diemen, Toàn quyền Đông Ấn Hà Lan

Phù hiệu của VOC-Vereenigde Oost-Indische Compagnie

Từ năm 1627 đến 1637 trong thời kỳ Trịnh-Nguyễn phân tranh, chúa Trịnh đã 3 lần cử đại binh vào Nam đánh chúa Nguyễn nhưng đều phải chịu thất bại. Nhận ra rằng khó mà có thể đánh bại được Chúa Nguyễn bằng chính sức lực của mình, để giành được chiến thắng, chúa Trịnh Tráng gửi một bức thư cho Toàn quyền Đông Ấn Hà Lan tại Batavia (Jakarta ngày nay) có tên là "Sesche Quan Kichio"; đây chính là Toàn quyền Anthony van Diemen và tên "Sesche Quan Kichio" theo cách phiên âm theo bản dịch của một thông dịch viên người Nhật. Nội dung bức thư cho biết Trịnh Tráng muốn phía Hà Lan chuyển cho ông 2 hoặc 3 tàu, 200 lính bắn giỏi để giúp chúa Trịnh.
Ngoài ra chúa Trịnh còn cần người Hà Lan gửi cho Đàng Ngoài 50 thuyền chiến với binh lính chọn lọc và đại bác có sức công phá mạnh để cùng quân Trịnh đi đánh Đàng Trong. Để đổi lại sự giúp đỡ này, chính quyền Đàng Ngoài sẽ tặng cho binh lính Hà Lan 20.000-30.000 lạng bạc. Ngoài ra, chúa Trịnh Tráng cũng hứa hẹn với người Hà Lan rằng ông sẽ tặng luôn Quảng Nam cho họ cai trị và bắt dân chúng Đàng Trong phải nộp cống cho Toàn quyền Đông Ấn Hà Lan và phía Hà Lan sẽ chia cho Đàng Ngoài một ít để hai bên cùng có lợi.
Bản Anh ngữ của lá thư:
"Some beasts in human shape [meaning the Nguyễn] have set up a separatist regime on our southern border and are relying on their tenable defensive position to resist the court [of the Lê in Thăng Long]. We have not yet done anything about them because we are afraid that something unforeseen may happen at sea. Since you intend to be friendly with us, could you give us either two or three ships, or two hundred soldiers who are good at shooting, as proof of your kindness. These soldiers can help us with the cannons. In addition, please send fifty galleys with picked soldiers and powerful guns to us, and we will send some of our trusted soldiers to lead your galleys to Quảng Nam, as our reinforcements. At the same time our army will attack Thuận Hóa [...] After the victory we will give your soldiers twenty thousand to thirty thousand taels of silver as a gift. As for Your Excellency, we will give you Quảng Nam to govern. You can select some soldiers to build and guard the city, and we will order the people there to do corvée for you. You collect the products of the area and give a part of it to our court, so both sides will benefit from it. God will punish us if the foregoing is not honest."
Bản Việt ngữ của lá thư:
"(...) Một số người hung bạo (tức họ Nguyễn) đã thiết lập 1 chính quyền tách biệt tại biên giới phía Nam của Bản quốc. Chúng dựa vào vị trí phòng thủ vững chắc của chúng để chống lại triều đình [của nhà Lê tại Thăng Long]. Bản quốc chưa làm gì chúng vì e ngại rằng có một cái gì đó không đoán trước được có thể xảy ra trên biển. Vì quý Quốc vương có thiện chí với Bản quốc. Quý Quốc vương có thể cho Bản Quốc 2 hoặc 3 tàu, hoặc 200 lính bắn giỏi được không, như 1 bằng chứng về sự tốt bụng của quý Quốc vương. Những người lính đó có thể giúp bản Quốc bắn đại bác. Ngoài ra, xin hãy gửi cho Bản quốc 50 thuyền chiến với binh lính chọn lọc và đại bác có sức công phá mạnh, và Bản quốc sẽ gởi một số binh lính đáng tin cậy để dẫn các thuyền chiến của quý Quốc vương đến Quảng Nam làm tăng quân viện. Cùng lúc, Bản quốc sẽ tấn công Thuận Hóa. Sau khi chiến thắng, Bản quốc sẽ tặng cho binh lính quý quốc 2 đến 3 vạn lạng bạc. Còn về phần quý Quốc Vương, bản Quốc sẽ trao cho quý Quốc vương xứ Quảng Nam để trị vì. Quý Quốc vương có thể chọn binh lính để xây dựng và bảo vệ nó. Bản quốc sẽ ra lệnh cho dân tại đó nộp cống cho quý Quốc vương. Quý Quốc vương sẽ lựa chọn những sản vật của vùng và cho Bản quốc 1 phần để 2 bên cùng có lợi. Trời sẽ trừng phạt Bản quốc nếu những đều trên là không thật." 
Năm 1641, nhân sự kiện hai chiếc tàu Hà Lan bị đắm gần Cù lao Chàm, hàng hóa bị tịch thu, những thủy thủ sống sót bị bắt, quan hệ giữa chúa Nguyễn với Công ty Đông Ấn Hà Lan trở nên căng thẳng, thương điếm của Công ty Đông Ấn Hà Lan ở Hội An phải đóng cửa.
Lời đề nghị của chính quyền Đàng Ngoài đã thuyết phục được phía Hà Lan hành động, khi mà Công ty Đông Ấn Hà Lan đang rất tức giận vì việc Chúa Nguyễn đã tịch thu hàng hóa của 2 tàu Hà Lan bị đắm (Kemphaan & Grootebroek). Một trong 2 tàu này là chiếc Grootebroek có chở theo một lượng lớn hàng hóa trị giá tới 23.580 real (1 real = 0,8 quan). Sau những cuộc mặc cả giữa hai bên (Công ty Đông Ấn Hà Lan và Chúa Trịnh) diễn ra liên tục giữa năm 1637-1638 thì năm 1639 Công ty quyết định cử 4 tàu đi giúp Đàng Ngoài tấn công Đàng Trong. Cũng trong năm 1639, Đàng Ngoài cố nài Hà Lan chuyển cho họ 5 tàu và 600 quân tinh nhuệ.

## Cuộc tấn công của Công ty Đông Ấn Hà Lan
Ngày 14 tháng 5 năm 1641, Toàn quyền Đông Ấn Hà Lan chuyển cho Trịnh Tráng biết rằng họ đã sẵn sàng cử tàu tới phối hợp cùng quân Trịnh xâm chiếm Đàng Trong. Tháng 11 cùng năm, hai tàu Hà Lan là chiếc Gulden Buis và Maria de Medici bị đắm ở vùng biển Đàng Trong, sát Cù lao Chàm. 82 người Hà Lan sống sót đều bị bắt giam ở Hội An và chính quyền tịch thu cả hai chiếc tàu. Đầu năm 1642, một sứ thần của Đàng Ngoài đã sang Batavia yêu cầu Công ty bắt giữ thật nhiều người Đàng Trong ở Touran (Đà Nẵng), phía Hà Lan đã bắt được tổng cộng 120 người và ngỏ ý muốn trao đổi với những người Hà Lan đang bị chúa Nguyễn Phúc Lan giam giữ. Tuy nhiên, trong khi phía Hà Lan đã thả hết người thì phía Đàng Trong từ chối trả người nếu Công ty Đông Ấn không chịu giao luôn viên đại diện của họ Trịnh. Phía Hà Lan từ chối vì không muốn bỏ rơi sứ thần Đàng Ngoài. Đàm phán thất bại và phía Hà Lan giữ luôn 2 người được chính quyền Nguyễn ở Phú Xuân cử đi (1 ông quan và 1 thông dịch viên tên là Francisco). Sau đó, đại diện Hà Lan là Jacob Van Liesvelt nhổ neo về Batavia.
Tháng 5 năm 1642, Công ty Đông Ấn Hà Lan cử 5 tàu cùng 125 thủy thủ và 70 binh lính do Jan Van Linga chỉ huy đi lùng bắt dân chúng Đàng Trong ở ven biển và dọa sẽ giết hết một nửa và đem những người còn lại về Tongking (Tonkin/Đàng Ngoài) nếu đề nghị của họ bị bác bỏ trong 48 tiếng. Sau đó, tất cả bọn họ tiến lên phía Bắc, nơi biên giới với Đàng Ngoài và chờ quân Trịnh tới phối hợp (nhưng rất ít người tin quân Trịnh sẽ xuất hiện).
Ngày 3 tháng 5 năm 1642, người Hà Lan cập vịnh Quy Nhơn, đốt nhà và kho thóc rồi bắt 38 người. Jan Van Linga quyết định dùng vũ lực để giải quyết dứt khoát chuyện Đàng Trong bắt giữ và giam cầm những người Hà Lan lúc trước. Dù vậy, họ chỉ bắt được thêm 11 người trong 10 ngày sau đó. Jacob Van Liesvelt đề nghị tiến tới Cù lao Chàm để bắt thêm người nhưng sau vụ Quy Nhơn, cư dân tại đây đã báo cho quan trên và trinh sát của chúa Nguyễn Phúc Lan đã phát hiện được đoàn thuyền Hà Lan nên khi vừa tới nơi, mới bước lên bờ thì Jacob Van Liesvelt cùng 150 binh sĩ dưới quyền đã bị tấn công và hạ sát. Ngày 16 tháng 7 tại Touran (Đà Nẵng), phía Hà Lan giết 20 con tin và sau đó đi tới Đàng Ngoài. Tại Đàng Ngoài, Chúa Trịnh đã tuyên bố ông có cử quân đi đánh Đàng Trong nhưng phải rút lui do người Hà Lan không tới. Mặc dù vậy thì Đại Việt sử ký toàn thư không có ghi chép nào cho thấy có chuyển quân ở Đàng Ngoài và Đại Nam thực lục tiền biên cũng không ghi lại hoạt động quân sự gì ở Đàng Trong cùng thời điểm.

## Thiện chí của Chúa Nguyễn
Có một điều mà người Hà Lan không biết là chúa Nguyễn Phúc Lan đã xem xét nghiêm túc sự đe dọa của người Hà Lan và ông đã thả 50 người từ tháng 3 năm 1642 nhưng mãi tới năm 1643 Công ty Đông Ấn Hà Lan mới biết chuyện này. Những người này khi trở về nhà đã bị tàu của Bồ Đào Nha (hoặc Tây Ban Nha) và một số người Hoa tấn công khiến nhiều người Hà Lan bị giết. 18 người sống sót bị vua Champa bắt làm nô lệ khi bơi vào bờ. Chỉ có một người may mắn sống sót và về nhà an toàn là Juriaan de Rode; Juriaan được bán cho vua Chân Lạp và vị vua này đã cho Juriaan trở về Batavia. Juriaan đã tới nơi an toàn ngày 5 tháng 1 năm 1643.

## Trận chiến cuối cùng
Tháng 1 năm 1643, Công ty Đông Ấn Hà Lan đưa một hạm đội 5 chiến hạm do Johanes Lamotius chỉ huy tới liên kết với Trịnh Tráng đi đánh Đàng Trong nhưng khi tới nơi thì họ biết rằng quân đội chúa Trịnh chưa chuẩn bị gì. Tháng 7 năm 1643, một hạm đội khác lại tới do Pieter Baek dẫn đầu. Ông nhận được lệnh bắt dân Đàng Trong càng nhiều càng tốt. Dù vậy, khi còn cách phía Nam sông Gianh 5 dặm thì họ bị 50 chiến thuyền của quân đội chúa Nguyễn tấn công. Theo Đại Nam thực lục tiền biên thì sự kiện này lại xảy ra ở gần cảng Eo (tức Thuận An, Phú Vang, Thừa Thiên Huế ngày nay).
Theo nhà nghiên cứu Lê Thành Khôi thì trong trận này tàu Wijdenes bị triệt tiêu, Baek bị giết, 2 tàu khác phải mở đường mà tháo chạy. Theo Đại Nam thực lục tiền biên thì quân đội chúa Nguyễn được chuẩn bị sẵn vì một nhóm trinh sát gọi là hải tuần đã mật báo từ trước.
Sau trận chiến này, phía Hà Lan kết luận rằng "Chúa của Tongking đã ngán ngẩm chiến tranh (với Cochinchina) rồi".
Sau cuộc xung đột với Đàng Trong, uy tín của Công ty Đông Ấn Hà Lan tại Viễn Đông có phần suy giảm. Sau khi nghe người Trung Hoa và dân địa phương buôn bán ở Nhật kể lại cuộc chiến, người Nhật bắt đầu cảm thấy coi thường Công ty Đông Ấn Hà Lan và uy tín của Hà Lan ở đây bị mất mát lớn. Cuộc xung đột với Hà Lan trong những năm 1640 cũng đã phản ánh một bước ngoặt trong sức mạnh quân sự của Đàng Trong. Phía Hà Lan tin rằng họ Nguyễn chỉ kém hơn một chút so với Đàng Ngoài.
Công ty Đông Ấn Hà Lan, với một lực lượng hải thuyền khá mạnh, trang bị vũ khí tối tân (vào thời bấy giờ), đã chinh phục được Batavia và vùng quần đảo Indonesia nhưng không thể chiến thắng được Đàng Trong chứng tỏ quân đội chúa Nguyễn khá mạnh, giúp Chúa Nguyễn thắng thế trong cuộc chiến với họ Trịnh vào thế kỷ 18.
Sau trận này, Công ty Đông Ấn Hà Lan không còn gởi tàu bè đến Đàng Trong. Đến năm 1648, khi chúa Nguyễn Phúc Tần, thay cha cầm quyền (cầm quyền ở Đàng Trong 1648-1687), muốn thương lượng với người Hà Lan thì Công ty Đông Ấn Hà Lan mới gửi đại diện đến Đàng Trong. Ngày 9 tháng 12 năm 1651 hai bên đi đến thỏa thuận bỏ qua những tranh chấp cũ, nhưng người Hà Lan cho rằng công việc buôn bán của họ vẫn tiếp tục bị trở ngại nên rút lui và đóng cửa thương cuộc ở Đàng Trong năm 1654.